# سلطانقلی قطب‌شاه
سلطانقلی قطب‌شاه (۱۵۱۸–۱۵۴۳) مؤسس سلسله قطب‌شاهیان از مردم همدان از شاخه ایل بهارلو و از اعقاب قرایوسف و اسکندر، از پادشاهان قراقویونلو به شمار می‌رفت. او از نوادگان میرزا جهانشاه قراقویونلو و نوادگان دختری علی شکربیگ بود. وی و نوادگانش بر گلکنده در جنوب هندوستان از سال ۱۵۱۸ تا ۱۶۸۷ فرمانروایی کردند.

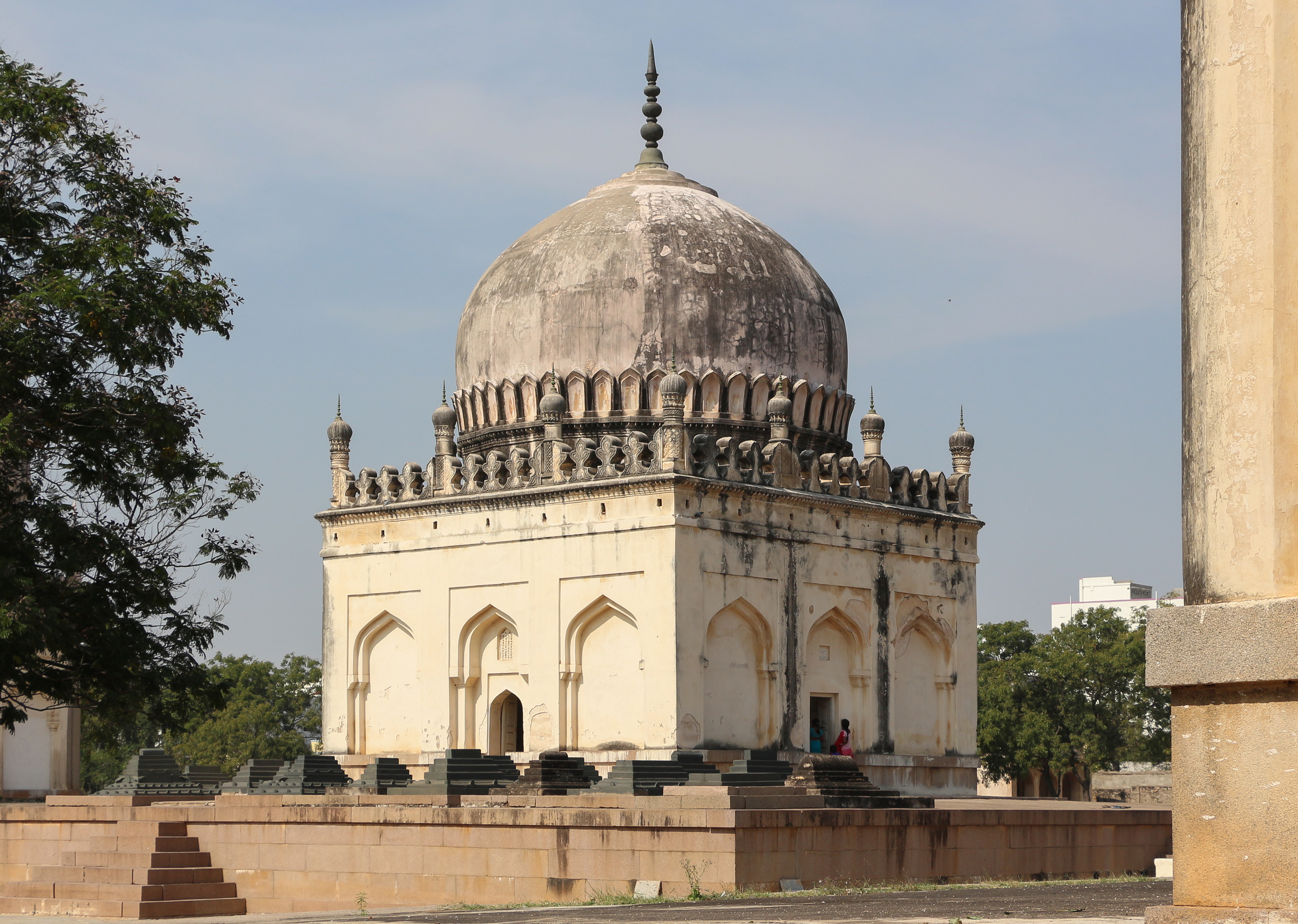

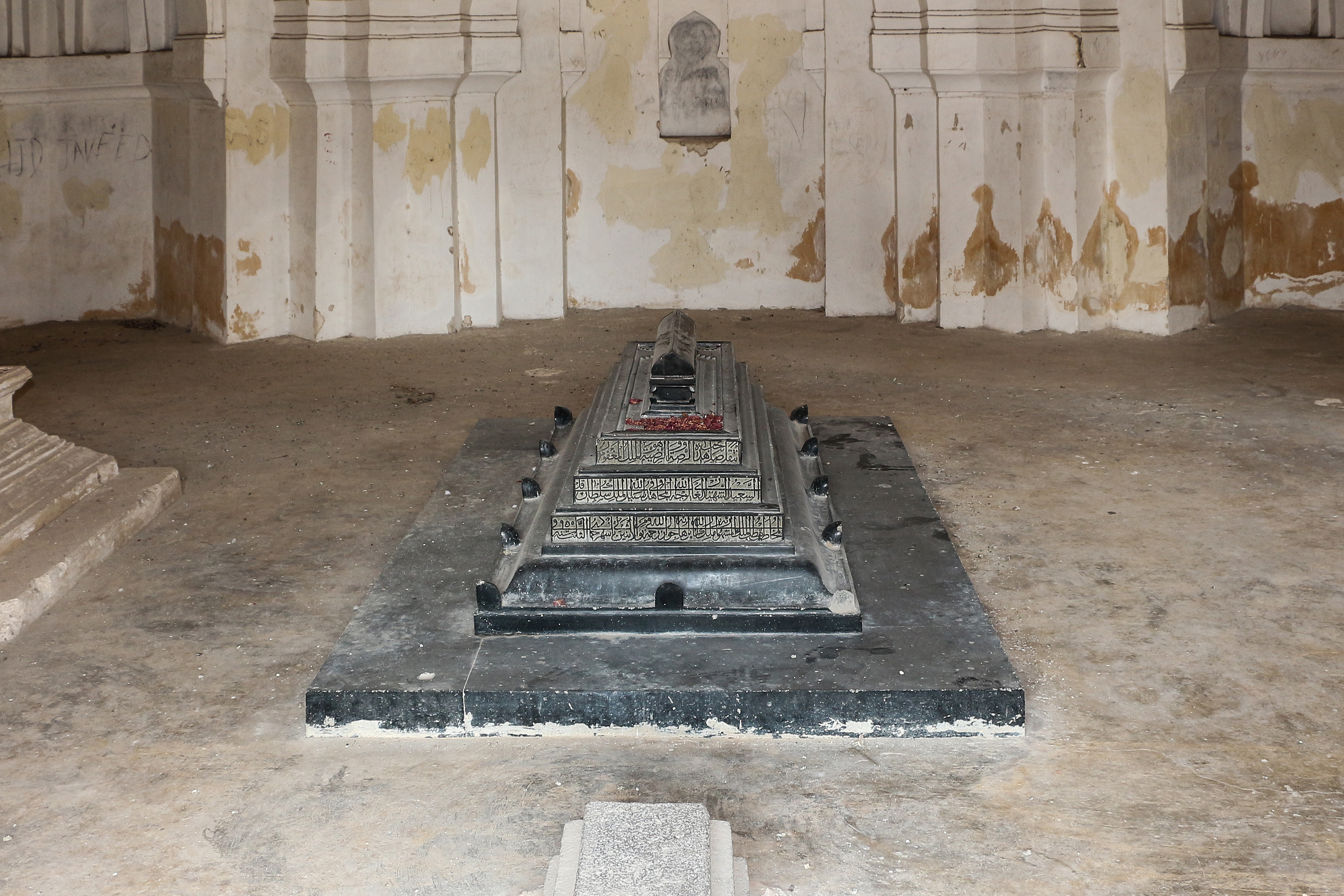